# Jean Winance
Jean Michel Winance (Ettelbrück, Luxemburg, 26 mei 1911 – Warchin, Doornik, 18 oktober 1999) was een Belgisch kunstschilder, tekenaar en etser. Hij was lid van de groep Nervia.
Winance voelde zich in de eerste plaats tekenaar en daarna kunstschilder, maar was als beide actief met dezelfde intensiteit. Kenmerkend is zijn belang voor precisie tot in het kleinste detail, dat hem uiteindelijk tot het hyperrealisme leidde. Hij was een zeer bescheiden persoon, die toch zijn stempel heeft weten te drukken op de kunst in Henegouwen en Wallonië.

## Biografie
Winance werd op 26 mei 1911 in Ettelbrück geboren. Zijn ouders waren afkomstig uit Binche. Ze waren in 1910 in Binche getrouwd en hebben slechts een korte tijd in Luxemburg gewoond. Hij was enig kind, zijn vader was violist en muziekleraar. Hij bracht zijn jeugd door in Binche, op latere leeftijd zal hij in Warchin gaan wonen.  
Reeds van jongs af aan interesseerde Winance zich aan tekenen en schilderen en werd hierin door zijn ouders gestimuleerd. Op 14-jarige leeftijd ging Winance gedurende vijf jaar studeren aan de Academie voor Schone Kunsten van Brussel onder andere als leerling van Constant Montald.
In 1930 werd hij lid van de kunstenaarsvereniging “Le Bon Vouloir” in Bergen. Hij zal gedurende zijn leven aan 30 tentoonstellingen van deze groep deelnemen.
In 1931 startte hij zijn loopbaan als portretschilder in Binche.
In 1932 kwam hij in contact met Anto Carte en werd opgenomen in de Nervia-groep, waarmee hij voor de rest van zijn carrière geassocieerd zou worden. Alhoewel hij aanvankelijk geïnspireerd was door de klassieke kunst, zou hij enige tijd sterk beïnvloed worden door de idealen en de stijl van de groep Nervia.
Kenmerkend was echter zijn zijn levenslange zoektocht in de kunst, zowel in zijn tekeningen, schilderijen als aquarellen, die hem uiteindelijk tot een hyperrealistische stijl bracht. In deze exploratie vond hij zelf als kunstenaar een enorme voldoening.
Van 1936 tot 1938 was hij tekenleraar in Binche. In die periode bleef hij lessen volgen in de Academie van Bergen, onder andere bij Louis Buisseret. Daarna ging hij één jaar stage volgen in het  Nationaal Hoger Instituut voor Schone Kunsten van Antwerpen bij Isidore Opsomer.
Begin 1944 werd hij professor tekenen aan de Academie van Doornik. Hij richtte later de opleiding voor gravure op, die ook door zijn zoon Alain zal gevolgd worden.  
In 1976, na een academische loopbaan van meer dan 30 jaar, kreeg hij met zijn pensioen meer mogelijkheden voor vrije expressie.Zijn stijl werd hyperrealistisch, tot in de kleinste details, met dikwijls een voorkeur voor dekzeilen en doeken, maar ook voor portretten. Hij ging ook meer in de natuur schilderen.

## Erkenning
In 1936 won hij de prijs Celestin Jacquet voor zijn aquarellen.
Hij maakte fresco’s gemaakt voor de kerk van Warchin.
Zijn werken hangen in de musea van Binche (kabinet van de burgemeester), La Louvière en Doornik.
Hij werd reeds tijdens zijn leven erkend als belangrijke kunstenaar voor Henegouwen en Wallonië. Zo organiseerde de culturele dienst van de Stad Doornik in 1993 een retrospectieve aan hem. In een uitgebreide videoreportage, die in 2019 opnieuw uitgebracht werd,  kon de kunstenaar zijn artistieke expressie toelichten.
Zijn werken worden nog steeds opgenomen in tentoonstellingen in België en in het buitenland.
In Doornik (Warchin) is een straat naar hem vernoemd.
- RKD-Nederlands Instituut voor Kunstgeschiedenis: 102010